# Clément de Metz
Pour les articles homonymes, voir Saint Clément, Clément et Saint-Clément.
Clément de Metz est considéré comme le premier évêque de Metz (épiscope) qui portait, à l’époque, le nom de Divodurum.

## Hagiographie

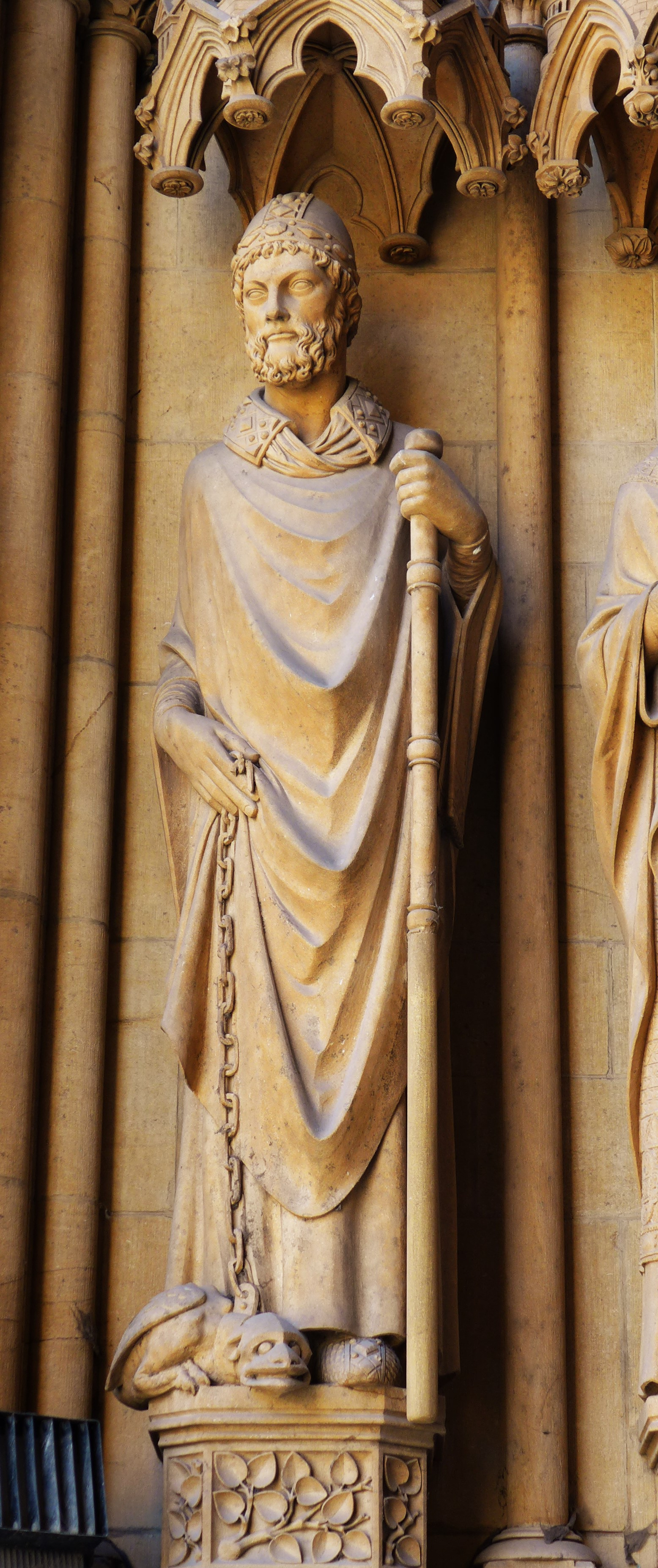
Cathédrale Saint-Étienne de Metz, statue de saint Clément, portail de la Vierge.

Selon des compositions du Moyen Âge, Titus Flavius Clemens, sénateur romain issu d’une famille importante, est chargé par l’empereur Néron de persécuter les chrétiens ; il ne tarde pas à se convertir à la nouvelle foi et à se faire baptiser. Il est imité par des membres de sa famille, dont Faustinus, son frère, qui sera le père du pape Clément Ier.
C’est en ces temps que l’apôtre Pierre, devenu évêque de Rome, confie à des membres de son Église le soin d’évangéliser la Gaule et d’y fonder leurs évêchés : Trophime d’Arles, Martial de Limoges, Paul de Narbonne, Saturnin de Toulouse, Gatien de Tours, Ursin de Bourges, Denis de Paris, Sixte de Reims… Clément, sacré évêque, se voit confier Metz (Divodurum), la cité des Médiomatriques.
Pendant la traversée de l’Alsace, l’un de ses compagnons de route, Materne de Cologne, meurt. Clément retourne alors à Rome où l’apôtre Pierre lui confie un bâton avant de le renvoyer en Alsace. Il ressuscite Materne et le miracle entraîne la conversion des populations locales.
Il arrive en Lorraine, entre les années 240 et 250, avec un prêtre nommé Céleste et le diacre Félix, ses futurs successeurs. Lors d’une halte dans la forêt de Gorze, il disperse d’un geste de la main une meute lancée dans une chasse à courre derrière un cerf. Les veneurs, émerveillés, racontent le prodige à leur maître, le roi Orius, gouverneur de Metz, sous l'autorité de l’empereur Octavien. Le lendemain, le roi et sa femme se rendent eux-mêmes à la chasse. Le cerf trouve à nouveau refuge auprès de Clément qui annonce sa mission à Orius. Peu convaincu, ce dernier l’invite ironiquement à s’adresser directement au peuple de la cité ; Clément s’installe alors sur la colline de Sainte-Croix pour prêcher.
Un peu plus tard, à la mort de leur fille, le roi Orius et la reine sollicitent Clément qui ressuscite la jeune fille. Après ce miracle, le couple royal, suivi par les habitants de la cité, se fait baptiser.
Un énorme dragon du nom de Graouilly sévit alors à Divodurum, terrorisant la population. Particulièrement impressionnant, avec son corps recouvert d’écailles, il peut voler tel un gigantesque oiseau, grâce à une paire d’ailes de chauve-souris géante. Le plus effrayant restait sa gueule, crachant des flammes à l’odeur de soufre et, surtout, lui permettant de happer ses proies en plein vol ; il affectionne particulièrement les jeunes filles. Clément apparaît comme un sauveur et la foule lui demande aussitôt de la débarrasser de ce monstre hideux. À la demande d’Orius, Clément se rend là où le monstre habite. Il prie sur la colline de Sainte-Croix puis reprend sa route au milieu d’une foule jacassante, qu’il fait taire d’un ferme « Taisons-nous », dans une rue qui est baptisée, à partir de ce moment, « rue Taison ». Il arrive à l’amphithéâtre de Metz, domicile du dragon, et se précipite sur lui, l’encerclant de son étole. Pétrifié, le Graouilly se met à le suivre jusqu’à la Seille, dans laquelle il se jette avec sept petits Graouilly, juste après que le saint homme s’est signé.
Clément installe son premier oratoire, consacré à saint Pierre, dans les « cavernes » —couloirs souterrains de l’ancien amphithéâtre. Il élève également un baptistère à saint Jean-Baptiste. Enfin, non loin de là, près d’une fontaine, au-dessus d’une crypte qu’il a choisie pour sa sépulture, il fait bâtir un sanctuaire qui devient l’abbaye de Saint-Clément. Il aurait aussi construit un édifice dans le pays de Gorze.
Il éradique également l’épidémie de peste qui ravage la région.
Une légende, rapportée par un religieux d’Auxerre, affirme que Clément aurait reçu d’un ange la liste des évêques qui devaient lui succéder, chacun d’entre eux étant désigné par une lettre de couleur. Ce récit pourrait être à l’origine des lettres majuscules que l’on retrouve dans certaines anciennes listes d’évêques de Metz.
Il meurt un 23 novembre, après avoir exercé son épiscopat pendant 25 ans et 4 mois.
Drogon de Metz (826-855) retrouve la dépouille de Clément dans le sanctuaire Saint-Félix, contenant les tombeaux des premiers évêques. Au Xe siècle, l'évêque Thierry Ier de Metz tente de transférer le corps dans la cathédrale mais se heurte à l'opposition de l'abbé de Saint-Clément, Vindrius. En 1090 on déplace la dépouille dans l'église reconstruite sur le sanctuaire Saint-Félix, dans une châsse en argent ornée de 12 tableaux de la vie du saint. La désignation Saint-Félix tombe en désuétude et devient l'Abbaye Saint-Clément de Metz. Au XVe siècle, saint Clément était réputé protéger des épidémies, notamment de la peste. Les malades venaient, jusque de la Lorraine germanophone, en pèlerinage à l'abbaye Saint-Clément de Metz et, pendant les épidémies, on portait en procession dans la ville le saint dans un reliquaire en argent créé par le prieur Louis Barons en 1409. La terre issue de l'amphithéâtre, et bénie au nom de saint Clément, était réputée chasser les couleuvres et les vipères.
Un des trésors de la cathédrale de Metz, que les visiteurs ne se lassent pas d’admirer au fond du chœur, derrière le maître-autel est « le siège » attribué à saint Clément par la tradition. Ce fauteuil en marbre cipolin est composé de deux pièces principales taillées assez grossièrement. L’histoire dit que depuis la nuit des temps, tous les évêques qui se sont succédé à Metz sont venus s’assoir sur « le siège » de saint Clément, dès leur entrée en fonction.

## Analyse

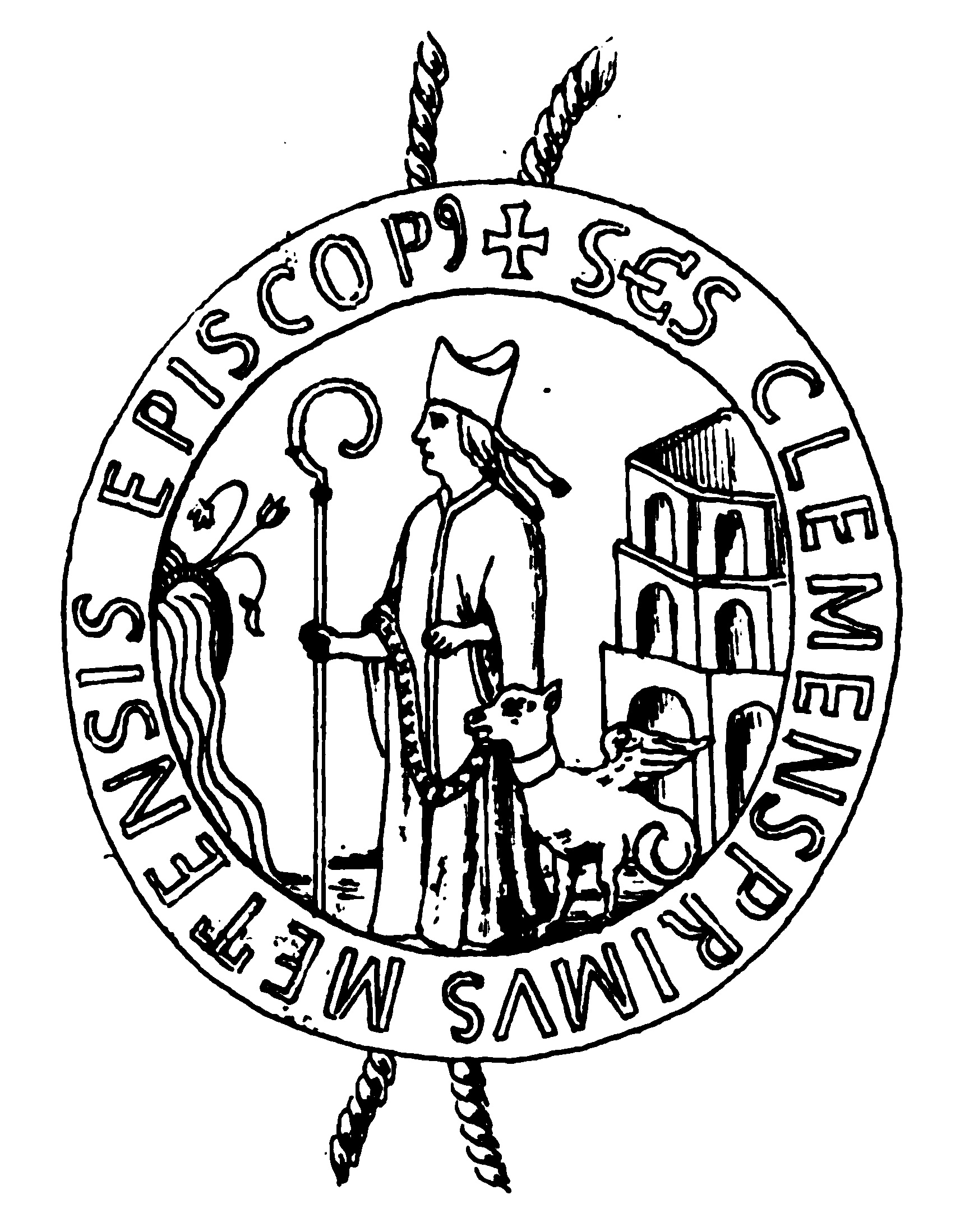
L’évêque Clément devant l’amphithéâtre de Metz ; sceau de l’abbaye Saint-Clément en 1300.

On connaît trois grandes versions de la légende qui s’est étoffée au fil des siècles.
La première provient la Gesta episcoporum Mettensium, écrite par Paul Diacre, vers 783. Il y est seulement dit que Clément est envoyé à Metz par saint Pierre après avoir été nommé évêque, qu’il aurait créé un oratoire consacré à Dieu dans les souterrains de l’ancien amphithéâtre et que « ceux qui connaissent cet endroit assurent que nul serpent ne peut y demeurer et que toute influence pestilentielle est écartée de ces lieux où s’est répandu le souffle du salut ». Dans les récits médiévaux, les serpents étaient une métaphore traditionnelle du paganisme et de l’impiété. La Gesta episcoporum Mettensium est écrite à la demande d’Enguerrand de Metz, le 36e évêque, et de Charlemagne. Donner à Metz une fondation apostolique permettait d’affirmer son rang d’archidiocèse. Paul Diacre mentionne que son récit provient de sources orales ; il n’est pas originaire de la région qu’il connait mal. Les premières mentions connues de la date obituaire et de la durée du ministère sont plus tardives, durant le IXe siècle.
Les moines de Saint-Clément font rédiger une Vita sancti Clementis, à la fin du XIe siècle, apportant quelques éléments nouveaux, comme le fait que Clément a, en personne, chassé les serpents de son étole ; s'inspirant de la légende de Marcel de Paris. Deux recueils de miracles sont rédigés, surtout des guérisons d'infirmes et des exorcismes de possédés.
Ce n’est que dans des textes du XVIe siècle (la chronique rimée de Metz attribuée à Jean Chatelain, la chronique de Philippe de Vigneulles ou encore le mystère de saint Clément) que la légende est pleinement développée. En effet, à la fin du Xe siècle, le chapitre de l’abbaye Saint-Clément de Metz entre en conflit avec l’évêché. C’est à cette occasion que les moines de Saint-Clément écriront les premières légendes autour de saint Clément. Jusqu’au XIVe siècle l’abbaye Saint-Clément et l’évêché développeront ainsi tout un réseau de récits hagiographiques, pour faire de Clément, tantôt une figure monacale, tantôt le héraut des institutions épiscopales.
La prestigieuse abbaye de Gorze, qui revendique elle aussi le patronage du saint, participe également à l’élaboration de la légende.
L’épisode de la résurrection de Materne de Cologne est introduit au XIVe siècle par l’auteur de la Vie de saint Clément, en dialecte lorrain. Il s’inscrit dans les rivalités qui existent alors entre Metz et sa métropole, Trèves.
Des fouilles du début du XXe siècle permettent de découvrir les restes d’une chapelle, postérieure à la destruction de l’amphithéâtre par les Francs en 253. Il s’agit vraisemblablement de l’église Saint-Pierre-aux-Arènes, mentionnée par la tradition comme le premier lieu de culte créé à Metz par Clément. Celle-ci est détruite durant le siège de Metz, en 1552.
À partir du XVIIIe siècle, la chronologie apostolique de la légende est remise en cause et la fondation historique de l’Église de Metz, qui est l’une des plus anciennes de Gaule, est, depuis, estimée au IIIe siècle.
L’association avec le personnage historique Titus Flavius Clemens, né vers 50 (et donc après la légendaire arrivée à Metz de son premier évêque), ne repose que sur l’homonymie. Clément de Metz est célébrée liturgiquement le 23 novembre, le même jour que Clément de Rome. Le Martyrologe romain met ceci en premier lieu ce jour et, en considération de la probable date de Clément de Metz, le mentionne en sixième lieu : « À Metz en Gaule belgique, commémoration de saint Clément, considéré le premier évêque de cette ville ». Avec un astérisque, il indique qu'on ne célèbre pas Clément de Metz universellement mais, comme on célèbre aussi les béatifiés, seulement dans certaines Églises particulières. Encore au XIVe siècle, on célébrait ces deux saints à Metz avec les mêmes prières, et Clément de Metz n'est pas mentionné dans les anciens martyrologes.